# Ненаситна місіс Керш
«Ненаситна місіс Керш» — кінофільм режисера Кена Рассела, що вийшов на екрани в 1993 році.

## Зміст
Письменник перебуває під враженням від зустрічі з таємничою незнайомкою, що зводить його з розуму. Перебуваючи в полоні своїх відвертих фантазій, він таємно стежить за нею і намагається познайомитися.

## Ролі
| Актор         | Роль |
| ------------- | ---- |
| Хетті Бейнес  | -    |
| Саймон Шепард | -    |
| Кен Рассел    | -    |

## Знімальна група
- Режисер — Кен Рассел
- Сценарист — Хетті Бейнес, Кен Рассел
- Продюсер — Роналдо Васконселлос, Хартмут Колер, Джуді Тосселл